# Rörhjärtan

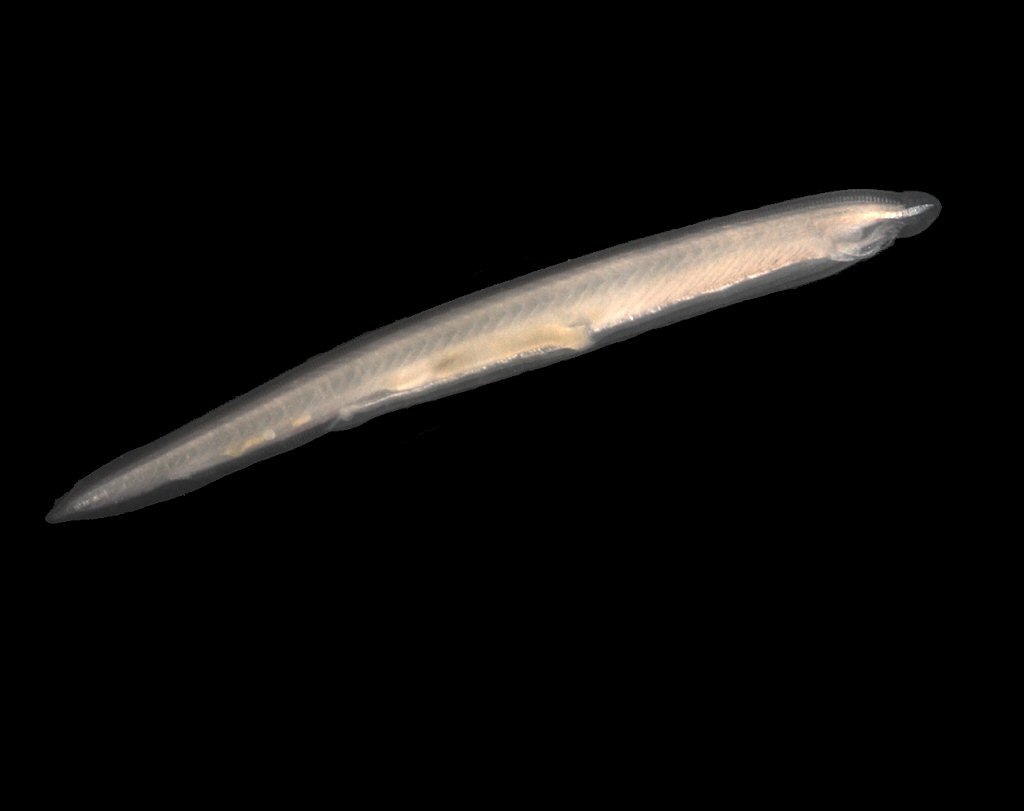
Branchiostoma lanceolatum, Lansettfisk

Rörhjärtan är kontraktila blodkärl som fungerar som ett hjärta hos vissa enklare djur och också namnet på en grupp av djur med sådana, Leptocardii. Den mest kända arten av dessa är lansettfiskarna, en understam av ryggsträngsdjur.